# Sankt Nikolai kyrka

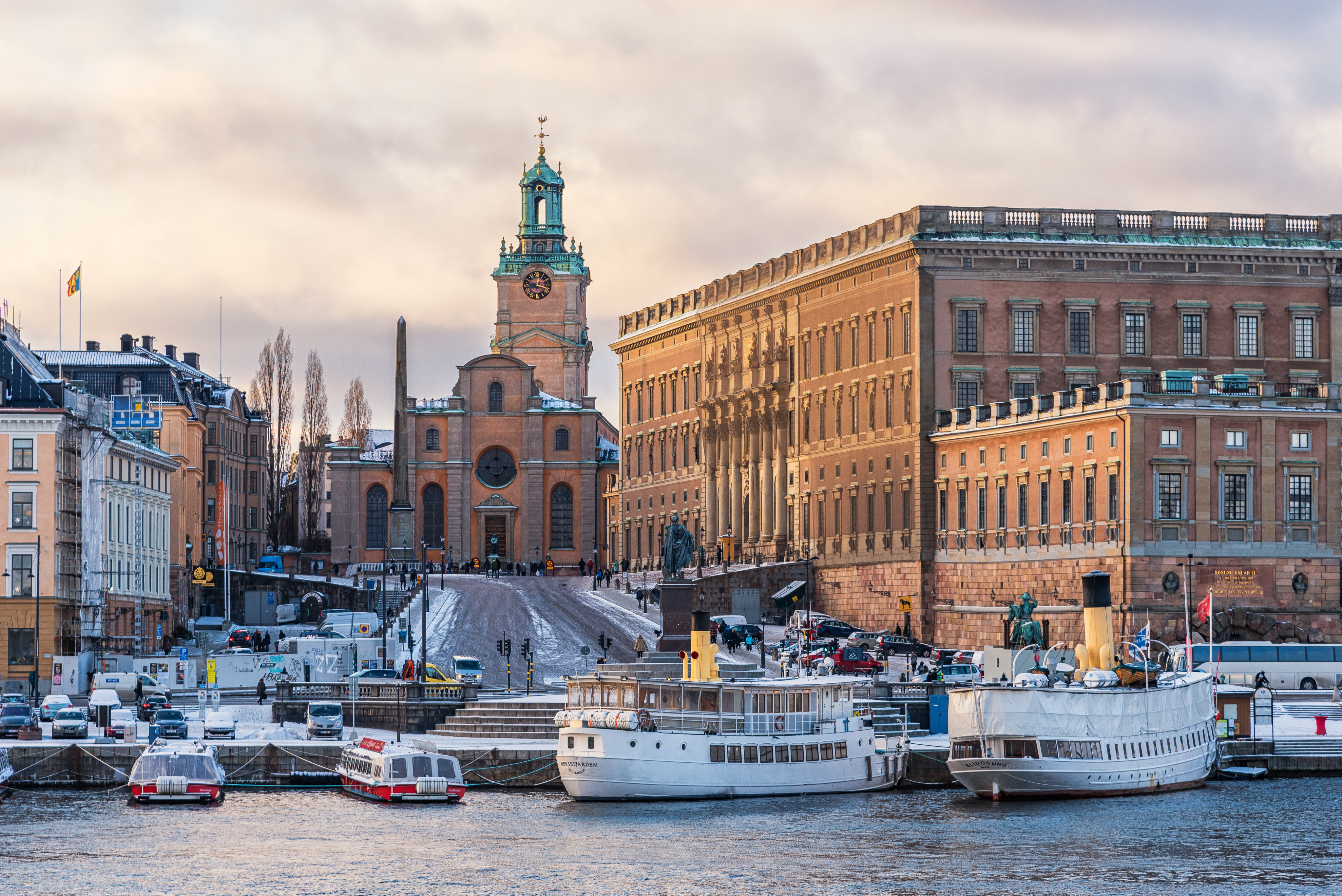
Stockholmer Dom

Die Große Kirche (schwedisch Storkyrkan), offiziell die Kirche St. Nikolai (schwedisch Sankt Nikolai kyrka; auch Stockholms domkyrka, deutsch Stockholmer Domkirche), ist die evangelisch-lutherische Kathedrale in der schwedischen Hauptstadt Stockholm. Der außen barocke, innen gotische Sakralbau befindet sich in der historischen Altstadt neben dem Königlichen Schloss. Der Eingang zum Dom befindet sich im Westen am Trångsund, der Chor zeigt nach Osten zum Slottsbacken. Im Norden trennt die Straße Storkyrkobrinken den Dom vom Schloss, im Süden folgt dem Kirchhof das ehemalige Börsengebäude, heute Nobelpreismuseum. Als kirchliches Kulturdenkmal steht der Stockholmer Dom unter gesetzlichem Schutz.

## Geschichte

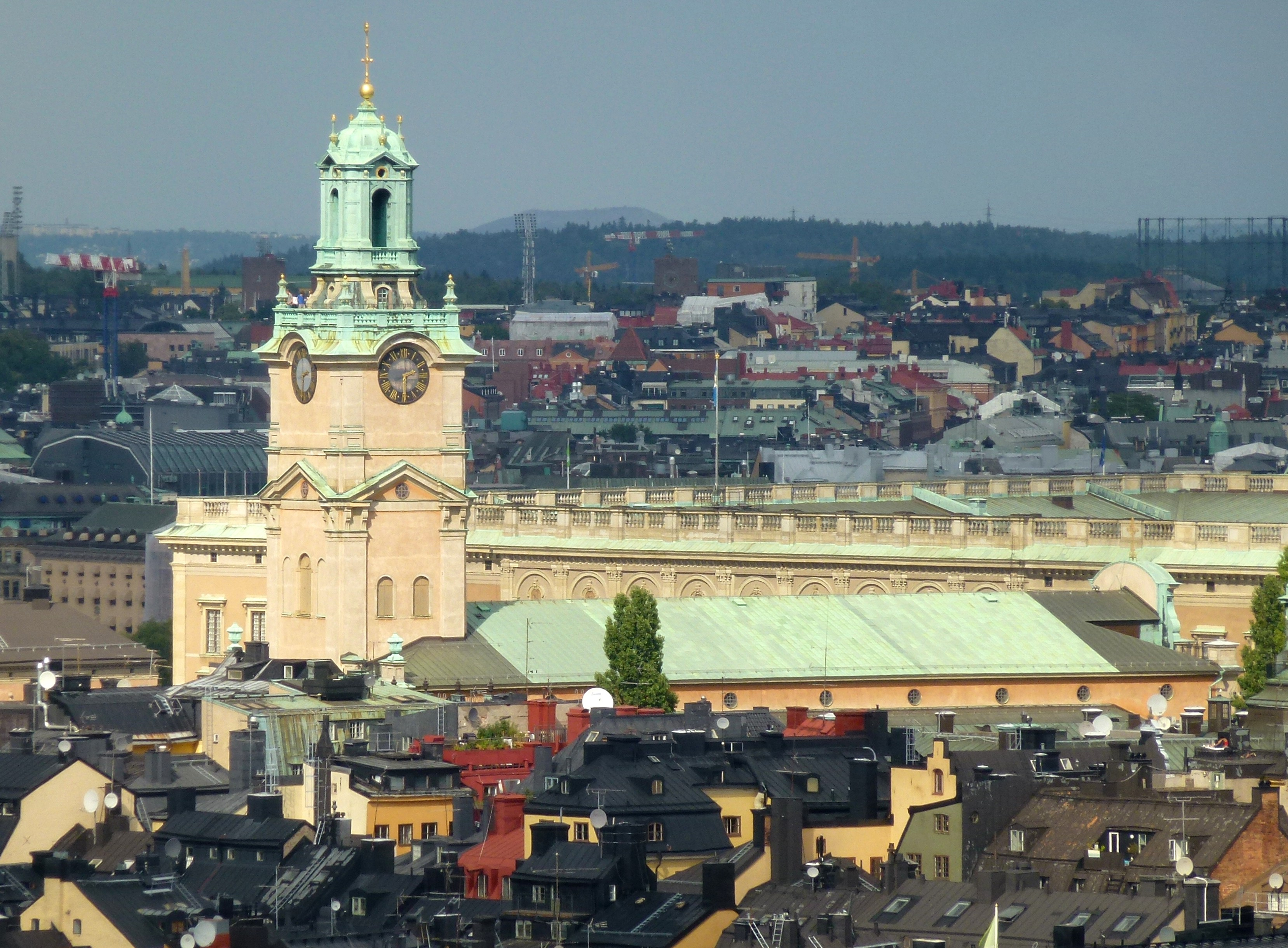
Turmansicht von Süden

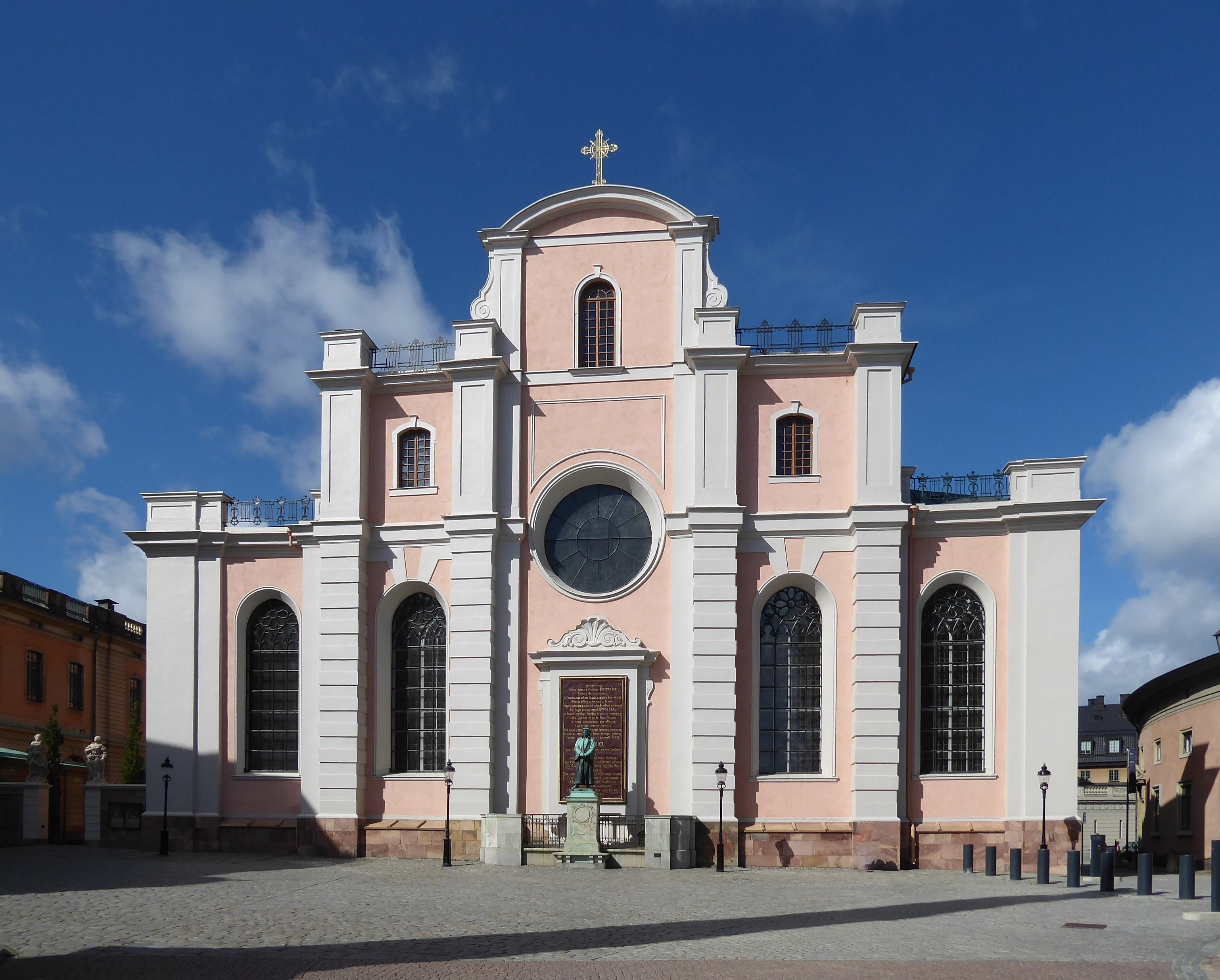
Fassadenansicht von Osten

Die dem heiligen Nikolaus geweihte Kirche wurde der Überlieferung nach durch Birger Jarl, den Gründer Stockholms, Mitte des 13. Jahrhunderts am höchsten Punkt der Insel Stadsholmen erbaut. Jedenfalls stammen Teile des Fundaments aus dieser Zeit. Urkundlich erwähnt wird die Kirche dann erstmals 1279. Nach bedeutenden Um- und Ausbauten im 14. und 15. Jahrhundert erreichte sie 1480 ihre heutige Größe und Gestalt als fünfschiffige Hallenkirche. Der schwedische Reformator Olaus Petri war zunächst Prediger, dann Stadtpfarrer von St. Nikolai, die 1527 endgültig zur evangelisch-lutherischen Kirche gemacht wurde. 
Die Kirche wurde ursprünglich im Stil der Backsteingotik des 13. Jahrhunderts mit einem Turm erbaut. In den Jahren 1736 bis 1742 erfolgte die heute noch sichtbare Umgestaltung als Putzbau im barocken Stil durch den Architekten Johann Eberhard Carlberg, da die Kirche mit dem kurz zuvor errichteten Schloss in unmittelbarer Nähe harmonisieren sollte. Der Kirchturm ist 66 Meter hoch und beherbergt vier Kirchenglocken, deren größte 4,5 Tonnen wiegt. 1898 wurde vor der Kirche am Schlossplatz die Bronzestatue des Olaus Petri von Theodor Lundberg aufgestellt. 1908 entfernte man den Putz an den Säulen, um dem Gebäude wieder sein mittelalterliches Gepräge zurückzugeben. 
Im Stockholmer Dom wurden die schwedischen Könige gekrönt, als letzter König Oskar II. am 12. Mai 1873. Sein Nachfolger Gustav V. beendete 1907 diese Tradition. Die bislang letzte Königshochzeit fand am 19. Juni 1976 zwischen Carl XVI. Gustaf und der Deutschen Silvia Sommerlath in der Kirche statt. Deren Tochter, Kronprinzessin Victoria von Schweden, heiratete ebenfalls in der Nikolaikirche am 19. Juni 2010 unter großer medialer Aufmerksamkeit Daniel Westling.
1942 wurde die Diözese Stockholm gebildet und die Kirche zum Dom erhoben. Das Gotteshaus wird meist nicht als St. Nikolai (Sankt Nicolai kyrka), sondern einfach als Dom (Storkyrkan, wörtlich „Großkirche“) bezeichnet. Der Dom ist Gemeindekirche der Bewohner von Gamla Stan. Nach einer Neuorganisation wurden 1989 auch die nahe Klarakirche und die Jakobskirche in die Domgemeinde miteinbezogen, dennoch hat sie weniger als 3000 Gemeindeglieder. Seit Erhebung zur Domkirche standen ihr folgende Personen vor:
Als Pastor primarius: 
- 1943–1958: Olle Nystedt
- 1959–1970: Åke Zetterberg
- 1970–1972: Åke Kastlund
- 1972–1979: Lars Carlzon, Bischof 1979–1984
- 1980–1985: Ludvig Jönsson
- 1986–1989: Gösta Wrede

Als Dompropst: 
- 1990–1998: Caroline Krook, Bischöfin 1998–2009
- 1999–2001: Tony Guldbrandzén
- 2001–2003: Lennart Koskinen
- 2003–2006: Hakon Långström
- 2006–2012: Åke Bonnier der Jüngere

## Ausstattung

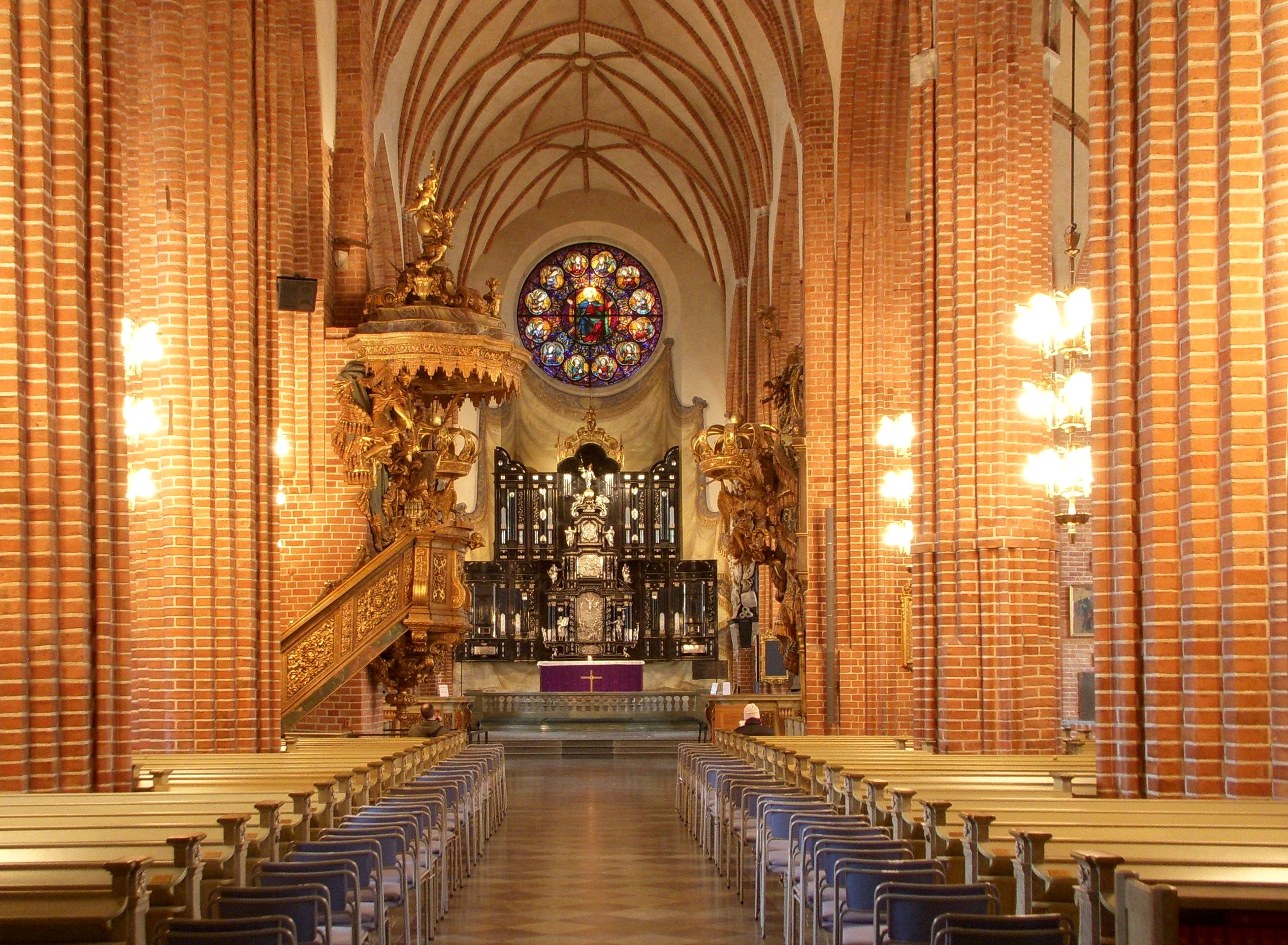
Innenraum

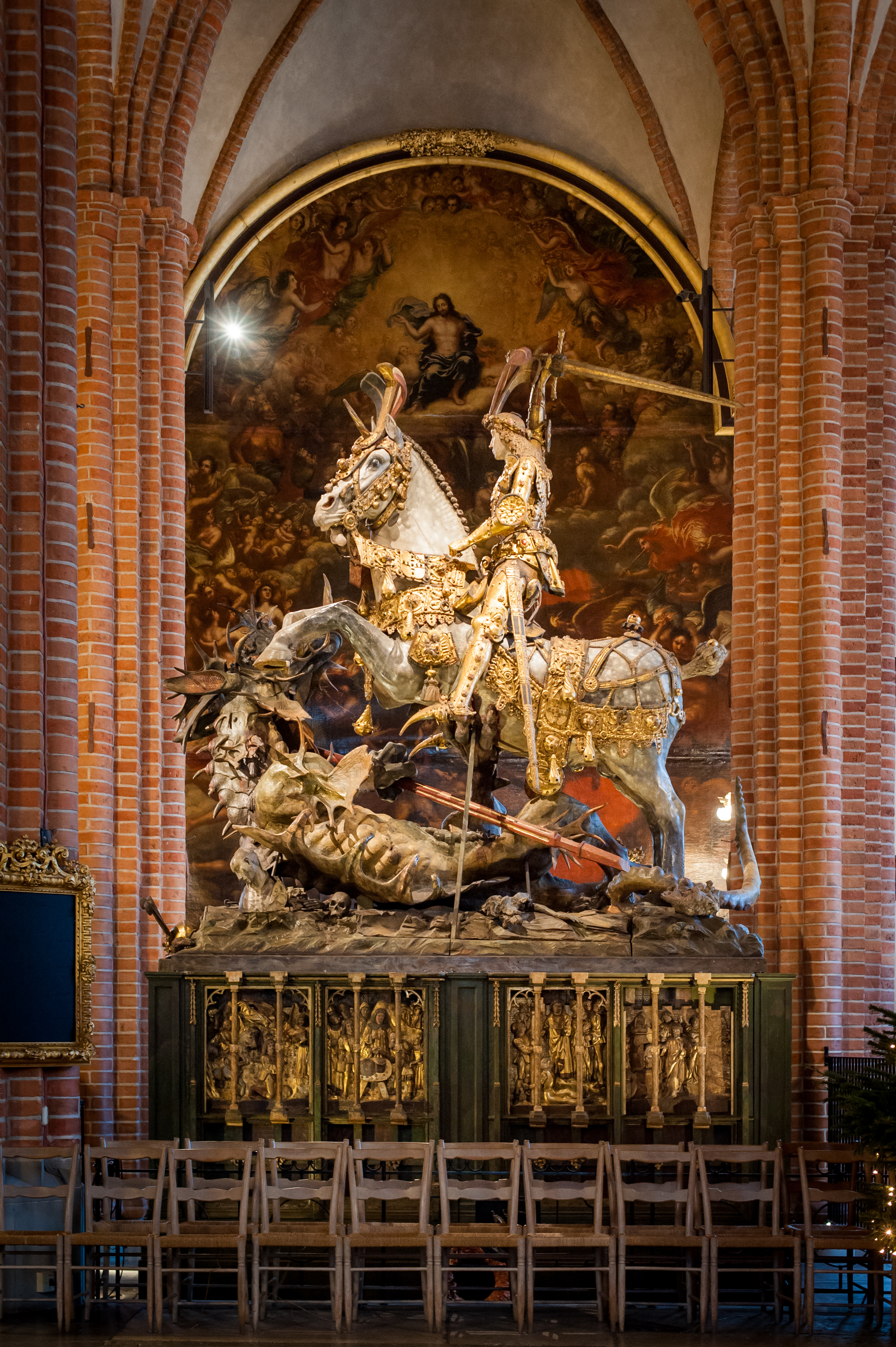
St. Georg mit dem Drachen kämpfend von Bernt Notke

Der aus Ebenholz gemachte Altar ist ein Triptychon und wird wegen seiner Silberreliefs gerne als Silberaltar bezeichnet. Er wurde um die Mitte des 17. Jahrhunderts vom Ratsherrn Johan Adler Salvius und dessen Frau der Kirche geschenkt. Die Mitteltafel stammt aus Deutschland, während die Flügel in Stockholm gefertigt wurden. Nach der Abbildung des Letzten Abendmahls auf der Predella zeigt das größte und unterste Silberrelief die Kreuzigung Christi zwischen den Statuen von Moses und Johannes dem Täufer. Darüber folgt das Relief mit der Grablegung Christi zwischen den Statuen von Matthäus und Markus und zuletzt das Relief mit der Darstellung des Abstiegs Christi in die Hölle zwischen den Statuen von Johannes und Lukas. Auf der Spitze des Altars bekrönt die Figur des auferstandenen Christus das Kunstwerk. Die Glasfenster-Rosette über dem Silberaltar stammt aus Paris und wurde Mitte des 19. Jahrhunderts geschaffen.
Die Skulpturengruppe des Heiligen Georg mit dem Drachen, gefertigt 1489 von dem Lübecker Künstler Bernt Notke im Auftrag des schwedischen Reichsverwesers Sten Sture zur Erinnerung an die Schlacht am Brunkeberg ist zweifellos das spektakulärste Kunstwerk der Kirche. Es wurde aus Eichenholz geschnitzt. Die Figur des Georg sollte Sten Sture symbolisieren, der Drachen den dänischen König und die Prinzessin die gerettete Stadt Stockholm. 1912 wurde eine Kopie auf dem Köpmantorget, einem kleinen Platz in der südlichen Altstadt Stockholms, aufgestellt. Ein Gipsabguss dieser Kolossalgruppe befindet sich in der Museumskirche St. Katharinen in Lübeck.
Der siebenarmige Leuchter aus Bronze ist 3,70 Meter hoch und wurde wahrscheinlich im 15. Jahrhundert in Deutschland hergestellt. Im nördlichen Seitenschiff hängt ein monumentales Gemälde mit der Darstellung des Jüngsten Gerichts von David Klöcker Ehrenstrahl aus dem Jahr 1696, dessen Grab sich ebenfalls in der Nikolaikirche befindet. Es wurde ursprünglich für die Schlosskapelle geschaffen, 1777 aber der Nikolaikirche geschenkt.
Im Mittelschiff befinden sich zwei prächtige Königsstühle, die als Logen ausschließlich von Mitgliedern der königlichen Familie verwendet werden, wenn sie an offiziellen Feierlichkeiten in der Kirche teilnehmen. Sie wurden 1684 von Nicodemus Tessin dem Jüngeren entworfen und von Burchard Precht in Holz ausgeführt. Ebenfalls vom Bildhauer Burchard Precht stammt die Kanzel im Stil des französischen Barock aus der Zeit um 1700. Darunter befindet sich die Grabplatte des schwedischen Reformators Olaus Petri.
An der Wand des südlichen Seitenschiffs hängt das Vädersolstavlan genannte Gemälde, das im Auftrag von Olaus Petri eine spektakuläre Nebensonnen- und Halo-Erscheinung über Stockholm aus dem Jahr 1535 zeigt. Die dabei zu sehende Darstellung Stockholms ist zugleich die älteste erhaltene Ansicht der Stadt. Das Originalbild ging verloren, das ausgestellte Gemälde ist eine gute Kopie aus den 1630er Jahren von Jacob Heinrich Elbfas und hat für die Geschichte Stockholms große Bedeutung.

### Orgel

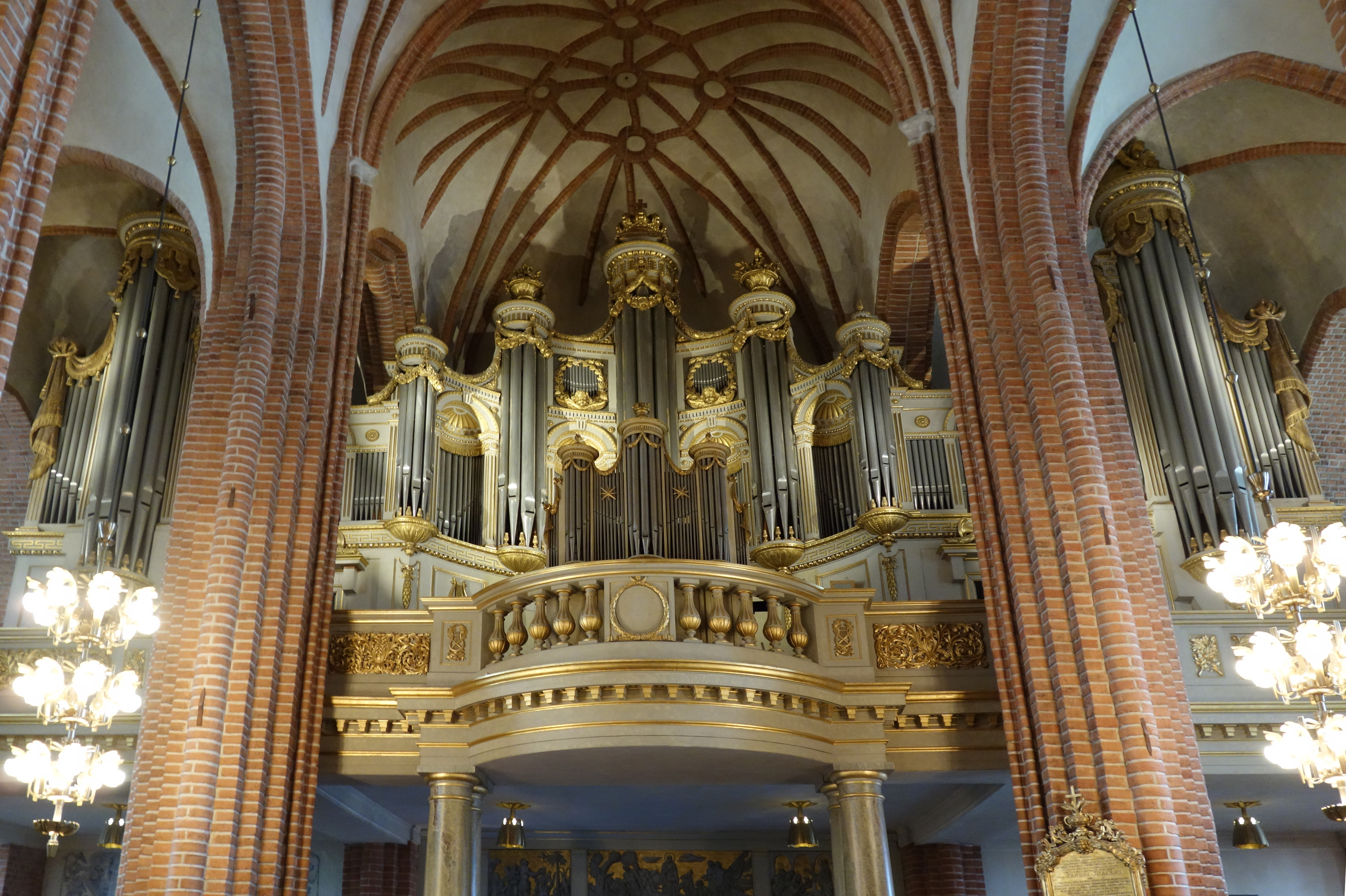
Orgel

Die Hauptorgel auf der Westempore besteht aus einem historischen reichhaltig verzierten und vergoldeten Orgelgehäuse, das 1796 gebaut wurde, und einem Orgelwerk, welches 1960 von der dänischen Orgelbaufirma Marcussen & Søn erbaut worden ist. Das Instrument hat 53 Register auf vier Manualen und Pedal. Sowohl die Spiel- als auch die Registertrakturen sind mechanisch.
| I Ryggpositiv C–g3 |       |
| Gedackt            | 8′    |
| Quintadena         | 8′    |
| Principal          | 4′    |
| Koppelflöjt        | 4′    |
| Oktava             | 2′    |
| Nasat              | 1 ⁄3′ |
| Sesquialtera II    |       |
| Scharf IV-V        |       |
| Krumhorn           | 8′    |
| Cymbelstjärna      |       |
| Tremulant          |       |

| II Huvudverk C–g3 |       |
| Principal         | 16′   |
| Principal         | 8′    |
| Flûte harmonique  | 8′    |
| Gemshorn          | 8′    |
| Octava            | 4′    |
| Quinta            | 2 ⁄3′ |
| Oktava            | 2′    |
| Cornett III       |       |
| Mixtur major III  |       |
| Mixtur minor II   |       |
| Trumpet           | 8′    |

| III Crescendoverk C–g3 |        |
| Borduna                | 16′    |
| Principal              | 8′     |
| Viola da Gamba         | 8′     |
| Voix celeste           | 8′     |
| Rörflöjt               | 8′     |
| Flöjtprincipal         | 4′     |
| Nasat                  | 2 ⁄3′  |
| Piccola                | 2′     |
| Ters                   | 1 3⁄5′ |
| Mixtur V               |        |
| Fagott                 | 16′    |
| Trompette harmonique   | 8′     |
| Oboe                   | 8′     |
| Trumpet                | 4′     |

| IV Bröstverk C–g3 |     |
| Gedackt           | 8′  |
| Rörflöjt          | 4′  |
| Principal         | 2′  |
| Waldflöjt         | 2′  |
| Blockflöjt        | 1′  |
| Klockcymbel II    |     |
| Vox Humana        | 16′ |
| Tremulant         |     |

| Pedal C–f1   |     |
| Untersatz    | 32′ |
| Principal    | 16′ |
| Subbas       | 16′ |
| Oktava       | 8′  |
| Gedackt      | 8′  |
| Oktava       | 4′  |
| Nachthorn    | 2′  |
| Mixtur VII   |     |
| Kontrafagott | 32′ |
| Basun        | 16′ |
| Trumpet      | 8′  |
| Trumpet      | 4′  |

- Koppeln: I/II, III/II, IV/II, I/P, II/P, III/P, IV/P